# Écu

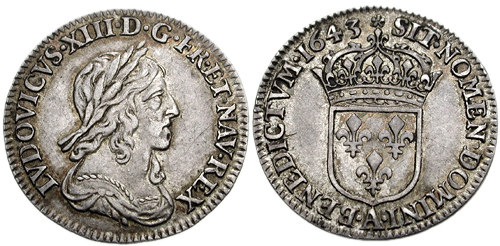
Louis XIII AR Douzième d'Écu (21mm, 2.26 g). Daterad 1643.

écu är en serie mynttyper som präglades av Frankrike från 1263 till 1789.